# 陈坚 (汶川大地震遇难者)
陳堅（1982年—2008年5月15日），四川安縣人，中华人民共和国公民，汶川大地震中的遇難人士。

## 生平
陈坚是四川綿陽安縣秀水人，地震發生時正在北川羌族自治縣工作，被埋在瓦礫下。
5月15日下午3時，有記者到達他被埋的位置並訪問他，他在直播中對記者說：
「我是北川大地震的，說不幸運又是很幸運的人。我覺得我從死神的手中逃回來了。他們很多沒有我運氣好。3塊預制板把我壓在底下，使我不得動彈。我3天3夜沒有吃一顆糧食，只喝點水。我覺得我命還是大﹐大難不死，必有後福。我不想放棄我家裡的每一個人。我要堅強，我一定要堅強，我必須要堅強，為每一個深愛我的人，一定要頑頑強強地活下去。我要對得起他們。我要對得起他們對我付出的那麼多的好。我希望你們一樣，不要在任何困難面前被嚇倒。」
之後他不斷與救援人員聊天，提及到他剛結婚一年，妻子剛有了孩子，所以「不想我的小孩生下來沒有父親」。
下午6時20分，救援人員運來千斤頂嘗試將他救出，但發現他的腿被困在三角鐵、鋼筋、水泥塊之中，仍然無法將他拉出來。此時陳堅希望能夠跟家人通話。記者找來一個以接駁到新聞直播室的電話，希望他的家人會透過看新聞直播知道他的狀況。記者將話筒遞到他的嘴邊，他說：「我的老婆叫譚小鳳，我家是桑州(音)的人。這輩子我沒抱太大希望，只想我們兩個和和睦睦地過一輩子就行了。」
下午8時40分，陳堅被成功救出，可是他在被送下山的路上失去知覺。救援人員立即為他進行人工呼吸及心外按壓，但最後只能證實他已經死亡。

## 后续
事后多月，记者与陈坚之妻谭小凤和陈坚之母陈丽取得联系，得知谭小凤因没有照顾好身体，不幸于2008年5月下旬流产了。2008年9月起，妻子谭小凤在江苏常州打工。
陳堅的電視片段，在網路上引起巨大迴響。凤凰卫视《冷暖人生》在录制陈坚的最后79小时时拍摄到了半张人脸。根据拍摄镜头显示，那半张人脸映在坍塌的水泥墙上，而且眼睛还会眨动。该電視片段播出后，当时在網路上引起较大的震动。有的人甚至把这件事当做人死后灵魂存在的证据。但由于官方没有做出任何解释，这件事后来逐渐被人遗忘。

## 外部連結
- sina全球新聞的相關報導 （页面存档备份，存于）
- 四川电视台：首次探访陈坚最爱的妻子潭小凤